# Fanellia tuberculata
Fanellia tuberculata is een zachte koraalsoort uit de familie Primnoidae. De koraalsoort komt uit het geslacht Fanellia. Fanellia tuberculata werd in 1906 voor het eerst wetenschappelijk beschreven door Versluys. 